# Ateleopòdids
Els ateleopòdids (Ateleopodidae) són l'única família de l'ordre Ateleopodiformes, petit grup de peixos marins teleostis habitants d'aigües profundes. Es distribueixen pel mar Carib, aquest de l'oceà Atlàntic i algunes àrees de l'Índic i Pacífic.
Els seus esquelets tenen abundant cartílag, encara que són veritables peixos ossis i no estan relacionats amb els condrictis. El seu cos, en algunes espècies de fins a 2 m, té un gran cap amb un nas bulbosa, i generalment tenen el cos allargat i acabat punxegut en una cua amb l'aleta caudal molt petita. Les aletes dorsals tendeixen a ser molt prominents i situades just darrere del cap.
La majoria són espècies rares i poc conegudes, encara que el Guentherus altivela té un potencial interès per a la pesca comercial.

## Gèneres i espècies
La família dels ateleopòdids contenen només 12 espècies agrupades en 4 gèneres: 
- Ordre Ateleopodiformes
  - Família Ateleopodidae
    - Gènere Ateleopus (Temminck i Schlegel, 1846)
      - Ateleopus indicus (Alcock, 1891)
      - Ateleopus japonicus (Bleeker, 1854)
      - Ateleopus natalensis (Regan, 1921)
      - Ateleopus purpureus (Tanaka, 1915)
      - Ateleopus tanabensis (Tanaka, 1918)

    - Gènere Guentherus (Osório, 1917)
      - Guentherus altivela (Osório, 1917)

    - Gènere Ijimaia (Sauter, 1905)
      - Ijimaia antillarum (Howell Rivero, 1935)
      - Ijimaia dofleini (Sauter, 1905)
      - Ijimaia fowleri (Howell Rivero, 1935)
      - Ijimaia loppei (Roule, 1922)
      - Ijimaia plicatellus (Gilbert, 1905)

    - Género Parateleopus (Smith y Radcliffe en Radcliffe, 1912)
      - Parateleopus microstomus (Smith y Radcliffe, 1912)